# Kitakyushu Monorail
De Kitakyushu Monorail (jap.:北九州高速鉄道, Kitakyushu kosoku tetsudo) is een monorailsysteem dat uit één lijn bestaat met een lengte van 8,8 kilometer. De monorail doet dienst binnen Kitakyushu, dat in de zuidelijke prefectuur Fukuoka ligt. De Japanse stad heeft bijna één miljoen inwoners.

## Ligging en lay-out
Het systeem heeft één lijn die in noord-zuidelijke richting verloopt tussen de treinstations Kokura en Kikugaoka. Een complete rit duurt ongeveer 18 minuten. De Kokura-lijn werd op 9 januari 1985 geopend, drie jaar later pas werd het laatste station geopend, het noordelijke overstapstation Kokura.
De monorail is eigendom van de stad Kitakyushu. Totdat de verlenging naar station Kokura gereed was, draaide de monorail verlies. Deze verlenging zorgde aanvankelijk voor tegenstand van de middenstand in het winkelgebied Uomachi, die voor een lagere omzet vreesden. Dit nadelige effect bleek in de praktijk echter mee te vallen.
Een keer per jaar vindt er in de monorail een bier- en wijnfeest plaats. Een ander evenement bestaat uit de komst van de Kerstman, die op 24 december een ritje maakt.

## Stations
Onderstaande tabel toont de stationsnamen, de afstanden tussen de haltes en de overstapmogelijkheden naar andere lijnen.
| Stationsnaam             | Japans       | Cumulatieve afstand (km) | Overstappen naar                                                 |
| ------------------------ | ------------ | ------------------------ | ---------------------------------------------------------------- |
| Station Kokura           | 小倉駅       | 0                        | Sanyo Shinkansen, Hitahikosan-lijn, Kogashima-lijn en Nippo-lijn |
| Heiwadori                | 平和通       | 0,4                      |                                                                  |
| Tanga                    | 旦過         | 0,7                      |                                                                  |
| Kawaraguchi Mihagino     | 香春口三萩野 | 1,6                      |                                                                  |
| Katano                   | 片野         | 2,4                      |                                                                  |
| Jono                     | 城野         | 3,2                      |                                                                  |
| Kitagata                 | 北方         | 4,2                      |                                                                  |
| Keibajomae               | 競馬場前     | 4,9                      |                                                                  |
| Moritsune                | 守恒         | 5,7                      |                                                                  |
| Tokuriki Kodanmae        | 徳力公団前   | 6,6                      |                                                                  |
| Tokuriki Arashiyamaguchi | 徳力嵐山口   | 7,3                      |                                                                  |
| Shii                     | 志井         | 8,2                      |                                                                  |
| Station Kikugaoka        | 企救丘駅     | 8,8                      | Hitahikosan-lijn                                                 |

## Galerij

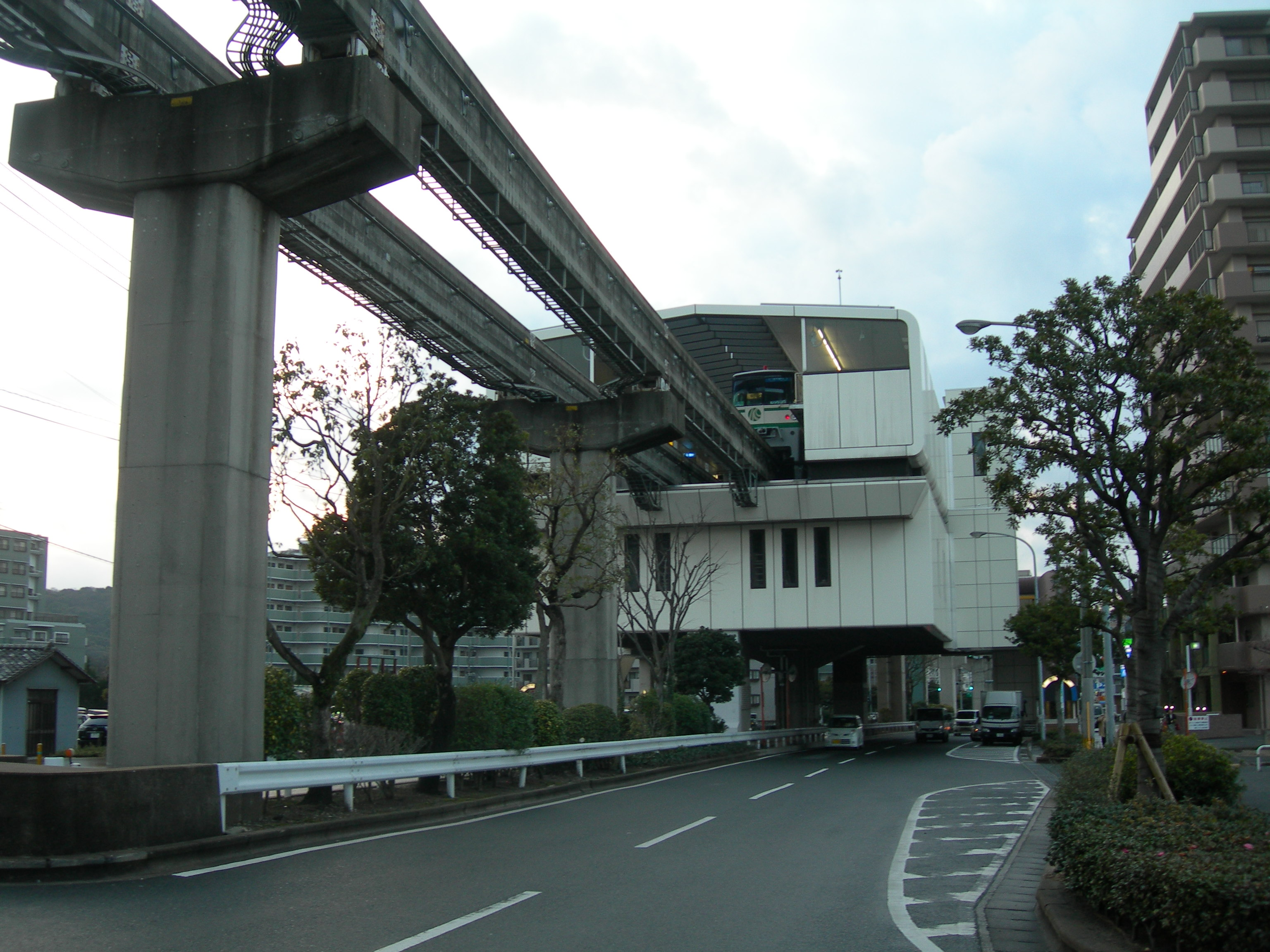
Station Kikugaoka
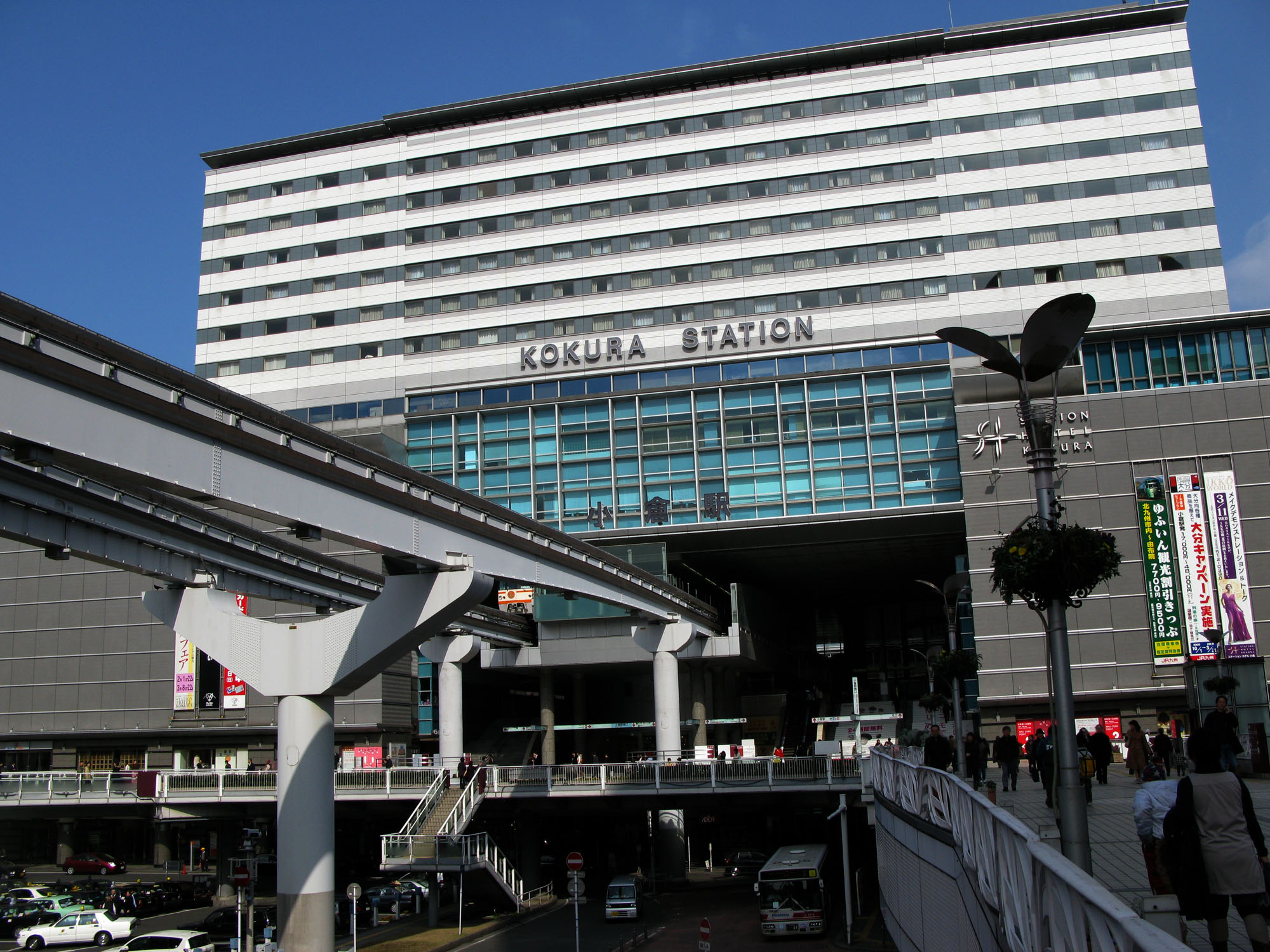
De verlenging die in 1998 gereed kwam
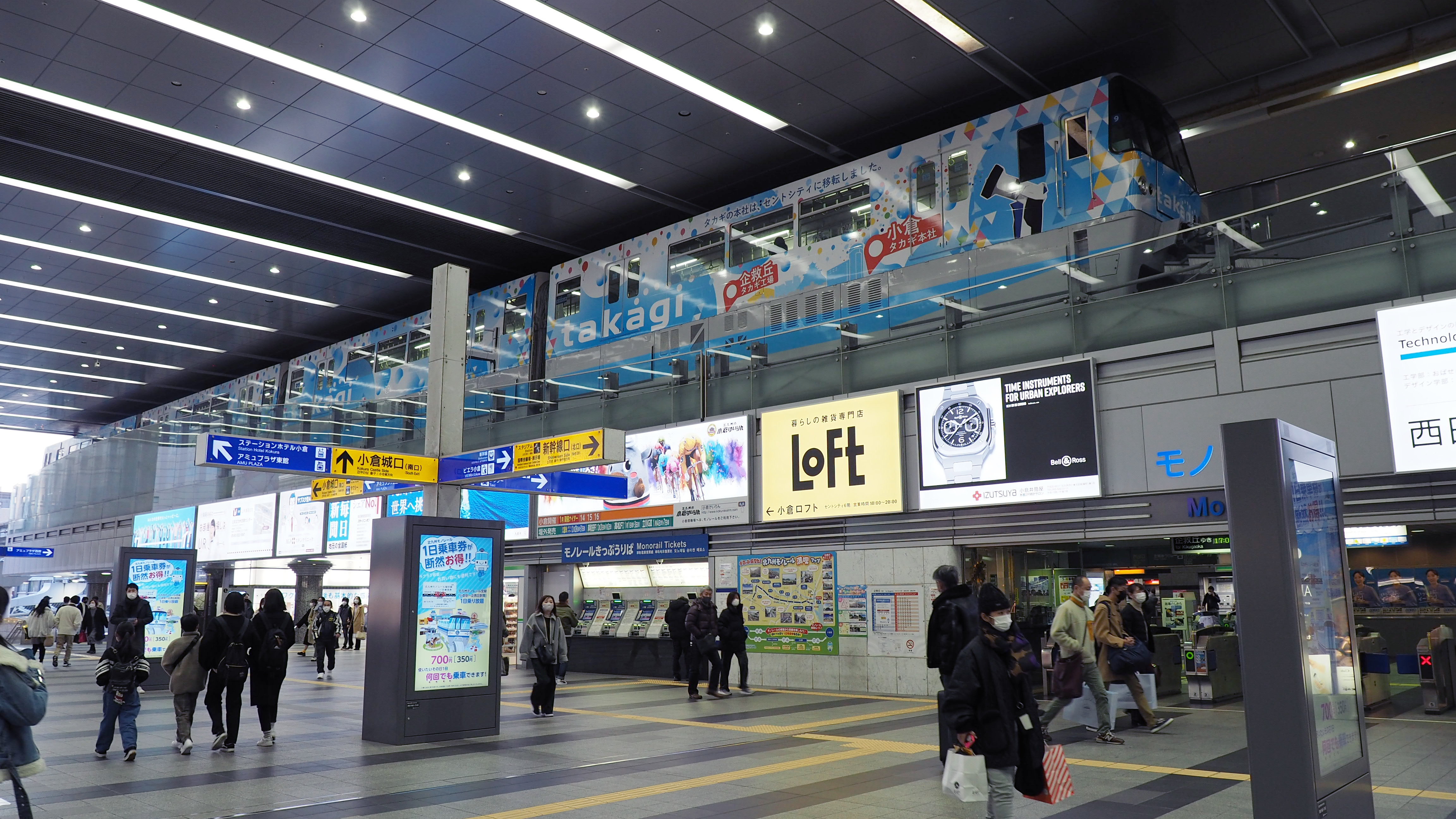
Station Kokura met overstap op JR
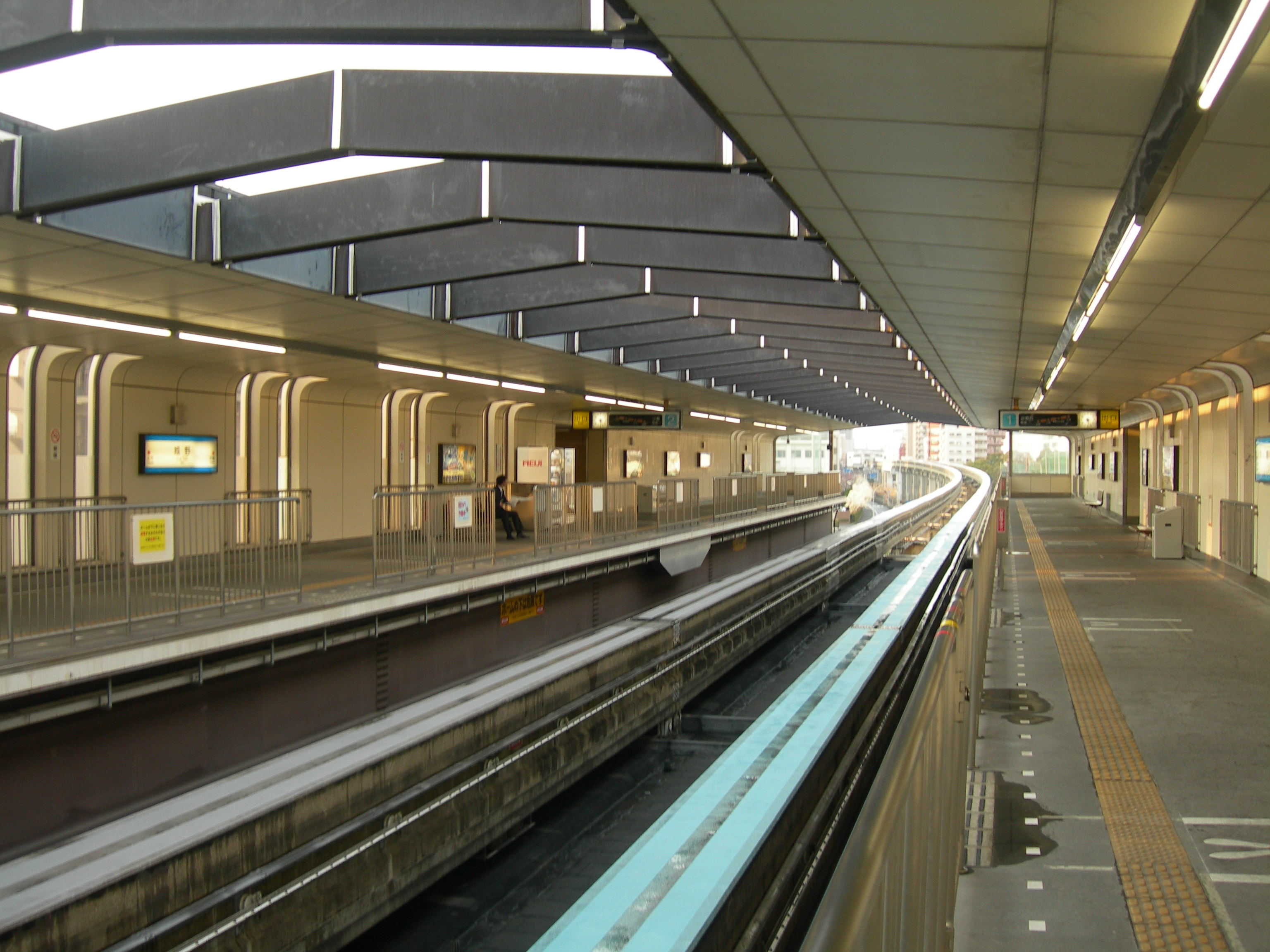
Interieur van station Jono
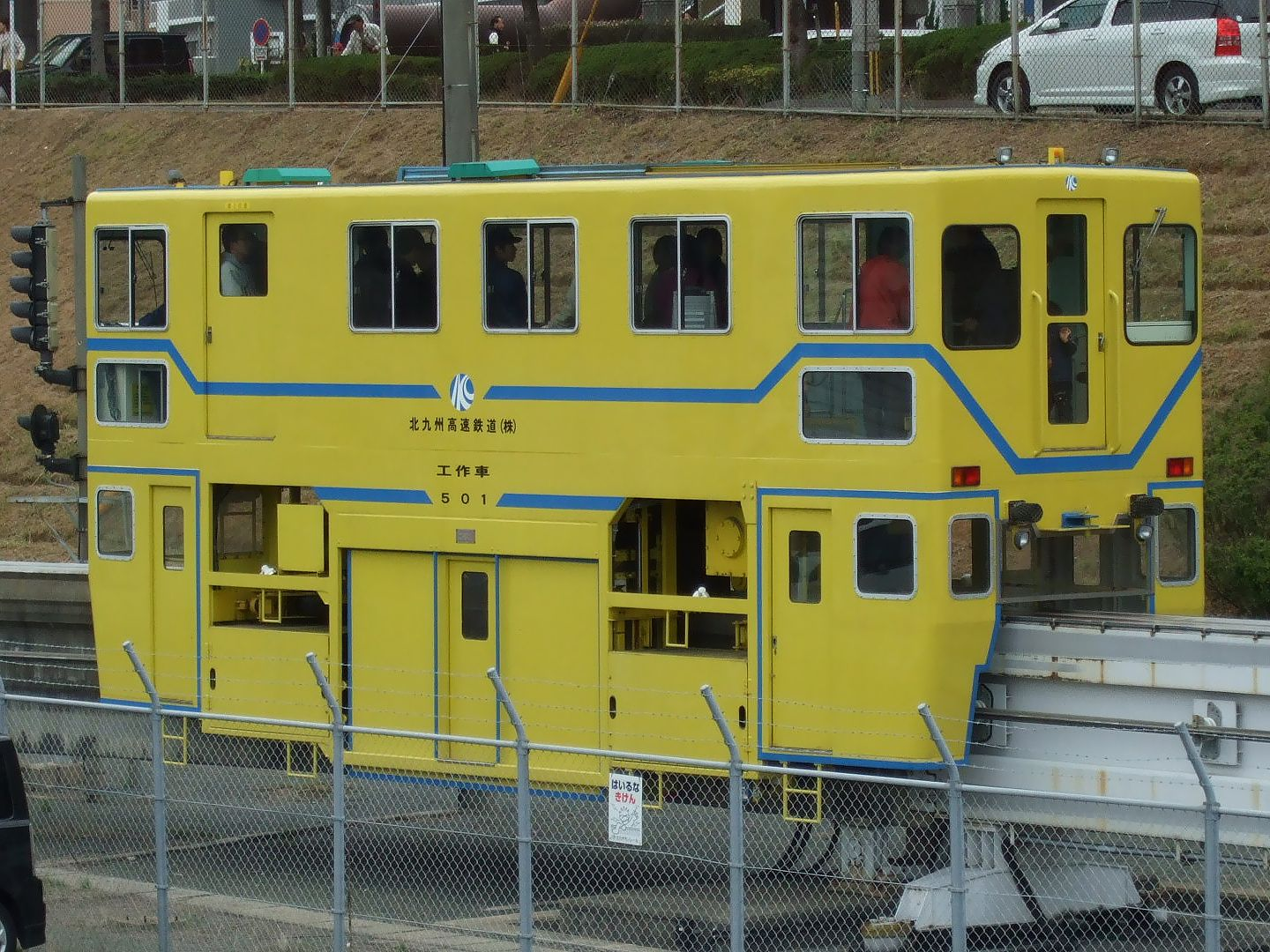
Een werkvoertuig